# Баламутово (Тверская область)
Баламу́тово — деревня в Калининском районе Тверской области. Относится к Михайловскому сельскому поселению.
Расположена в 10 км к северо-востоку от Твери, рядом с автодорогой «Тверь—Бежецк».
В 1997 году — 12 хозяйств, 17 жителей.